# Daniel Gebhart de Koekkoek
Daniel Gebhart de Koekkoek (* 16. September 1982 in Innsbruck, Tirol) ist ein österreichischer Fotograf und Künstler. Er lebt und arbeitet in Berlin und Wien.

## Leben
Daniel Gebhart de Koekkoek begann 2006 als Fotograf zu arbeiten und machte 2008 ein Praktikum bei Magnum Photos in New York City.
Er arbeitet für Magazine wie Vanity Fair, Monocle, Financial Times, VICE, Zeit Magazin, SZ-Magazin, Wallpaper und Klienten wie Apple Inc., Mercedes-Benz und BMW.
Sein Buch The World We Live In (2013) gewann einen Preis bei dem PDN Photo Annual 2014. Sein Kalender Jumping Cats erschien 2016.

## Einzelausstellungen (Auswahl)
- Jumping Cats, Space Place, Nischni Tagil, Russia, 2017
- Jumping Cats, De School, Amsterdam, Netherlands, 2017
- Jumping Cats, Collectors Agenda, Vienna, Austria, 2016
- Isn’t She Lovely, Galerie Wieselmann, Vienna, Austria, 2012
- Wintercamper, Edition Photo, Vienna, Austria, 2012
- Cool Dogs, Cheeky Dog, New York, USA, 2009

## Gruppenausstellungen (Auswahl)
- ”Fauna” – Horizonte – Zingst, GER, 2024
- ”A kind of magic” – Photo London – London, UK, 2018
- ”The World We Live In” – Photo Israel – Tel Aviv, ISR, 2017
- ”Nu Nudes” – So Weit, die Zukunft Vienna, AT, 2016
- “Fotografie am Brillantengrund #4”, Vienna, AT, 2016
- ”Horizonte” – Nature Culture, Zingst, GER, 2016
- “Buy Art For A Good Thing” – Hochhaus Herrengasse, Vienna, AT, 2016
- “Kunstkaufengutzuhören – Museums Quartier” – Vienna, AT, 2015
- “The World We Live In”, Clervaux, LUX, 2015
- “Fotografie am Brillantengrund #3”, Vienna, AT, 2015
- “The Living Universe”, Taipei, TWN, 2014
- “The Ones We Love – Viaduct Gallery”, Iowa, USA, 2014
- “Fotografie am Brillantengrund #2”, Vienna, AT, 2014
- “13 Photo an der photo13”, Zurich, CH, 2013
- “Spurwechsel, Unten den Linden”, Berlin, GER, 2013
- “Fotografie am Brillantengrund #1”, Vienna, AT, 2013
- ”Photographie in Ö. nach 1945”, Budapest, HU, 2012
- ”Photographie in Ö. nach 1945”, Künstlerhaus, Vienna, AT, 2011
- ”SENTAI DENKI” Waterfall Magazine London, Taipei City, TAIWAN, 2011
- ”I Like Your Face” Photo Projection Show, LA, US, 2011
- ”For Japan” Architecture for Humanity & HotShoe, London, UK, 2011
- ”ONE WORLD” Horizonte, Zingst, Germany, 2011
- ”13photo Auktion”, Zürich, CH, 2011
- ”Please excuse the mess” The Bay Salone, Los Angeles, USA, 2010
- ”Mountains Beyond Mountains” Weingarage, Vienna, AT, 2010
- ”Public Space” AzW, Vienna, AT, 2010
- ”Fourteen-Nineteen” Roundhouse, London, UK, 2010
- ”Pocket Editions” Photokina, Cologne, GER, 2010
- ”New Contemporaries” Pistol & Fur, Middlesbrough, UK, 2010
- ”Self” Indigo & Cloth, Dublin, IRE, 2010
- ”Vienna Fashion Observatory” MuseumsQuartier, Vienna, AT, 2009